# Смечиці
Смечиці (словен. Smečice) — поселення в общині Кршко, Споднєпосавський регіон, Словенія. Висота над рівнем моря: 338,5 м.